# Louis Lucas de Nehou
Louis Lucas de Néhou, sieur de Néhou, est l’inventeur en 1691 du procédé de fabrication du verre par coulage. Il est maître verrier.

## Biographie
La Manufacture royale de glaces de miroirs est fondée par Louis XIV en 1665 afin de donner à la France une dépendance moindre aux productions de verre vénitiennes.
Richard Lucas de Néhou, oncle de Louis, est l'inventeur du verre blanc et des glaces et il possédait en 1667 une manufacture de verre qui fut transférée à Tourlaville, près de Cherbourg, au lieu-dit La Glacerie, où existait déjà une verrerie au milieu de la forêt de Brix. Louis Lucas de Néhou travaille d'abord dans la verrerie familiale de Tourlaville, puis dans les verreries parisiennes, en 1688 à la compagnie Bagneux, et ensuite à la compagnie Thevart qui achète la verrerie Saint-Gobain en 1693.
Entre 1678 et 1684, Saint-Gobain participe à la construction de la galerie des Glaces du château de Versailles. En 1693, elle s'établit en Picardie à Saint-Gobain (aujourd'hui dans le département de l'Aisne).
Louis Lucas de Nehou dirige la Manufacture de Saint-Gobain de 1693 à 1696, puis de 1711 à 1728. Il meurt le 12 juillet 1728 à la Manufacture de Saint-Gobain, âgé d'environ 75 ans.
Lucas de Néhou a donné son nom à un lycée spécialisé sur les arts du verre et les structures verrières, situé à Paris, 4, rue des Feuillantines Paris 5e et 19, rue Friant, Paris 14e.